# Kenya ai Giochi della XXXIII Olimpiade
Il Kenya ha partecipato ai Giochi della XXXIII Olimpiade, svoltisi a Parigi dal 26 luglio all'11 agosto 2024, con una delegazione di 86 atleti, 47 uomini e 39 donne in 6 discipline.
I portabandiera alla cerimonia di apertura sono stati Ferdinand Omanyala e Triza Atuka.

## Medagliere

### Medaglie
| Medaglia | Nome              | Sport            | Evento                      |
| -------- | ----------------- | ---------------- | --------------------------- |
| Oro      | Beatrice Chebet   | Atletica leggera | 5000 metri piani femminili  |
| Oro      | Beatrice Chebet   | Atletica leggera | 10000 metri piani femminili |
| Oro      | Emmanuel Wanyonyi | Atletica leggera | 800 metri piani maschili    |
| Oro      | Faith Kipyegon    | Atletica leggera | 1500 metri piani femminili  |
| Argento  | Faith Kipyegon    | Atletica leggera | 5000 metri piani femminili  |
| Argento  | Ronald Kwemoi     | Atletica leggera | 5000 metri piani maschili   |
| Bronzo   | Mary Moraa        | Atletica leggera | 800 metri piani femminili   |
| Bronzo   | Faith Cherotich   | Atletica leggera | 3000 metri siepi femminili  |
| Bronzo   | Abraham Kibiwot   | Atletica leggera | 3000 metri siepi maschili   |
| Bronzo   | Benson Kipruto    | Atletica leggera | Maratona maschile           |
| Bronzo   | Hellen Obiri      | Atletica leggera | Maratona femminile          |

## Delegazione
| Sport            | Uomini | Donne | Totale |
| ---------------- | ------ | ----- | ------ |
| Atletica leggera | 32     | 23    | 55     |
| Judo             | 0      | 1     | 1      |
| Nuoto            | 1      | 1     | 2      |
| Pallavolo        | 0      | 13    | 13     |
| Rugby a 7        | 14     | 0     | 14     |
| Scherma          | 0      | 1     | 1      |
| Totale           | 47     | 39    | 86     |